# Aleluya

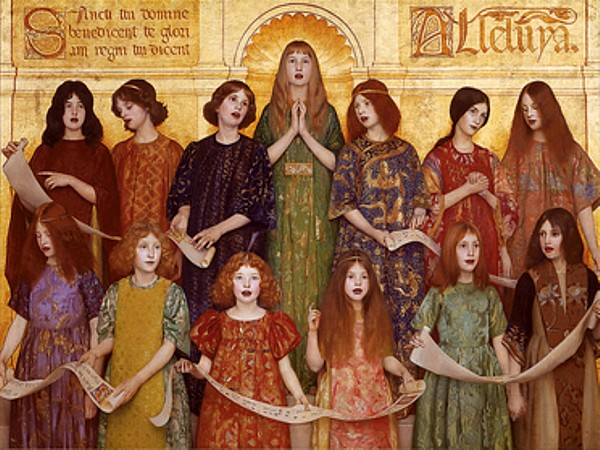
Alleluia, óleo sobre tela del pintor inglés Thomas Cooper Gotch, 1896.

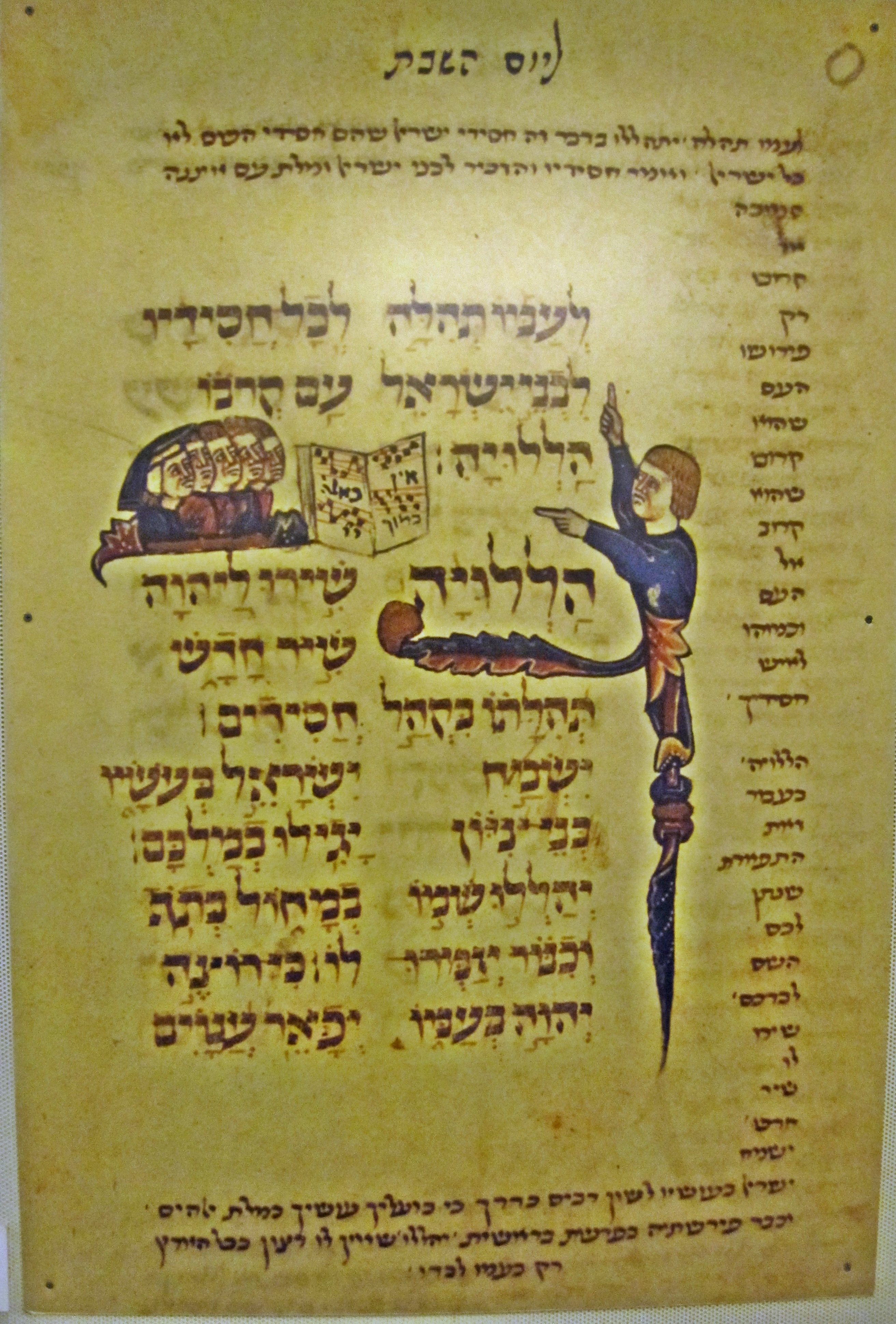
«Aleluya» (del lat. bíblico halleluia, y este del hebr. hallĕlū Yahvé, "alabad a Dios"). Página del Aleluya (הַלְּלוּיָהּ), con el Salmo 149 en hebreo, y marginalia con coro a capella y director foliado, manuscrito francés, siglo XIII (Biblioteca Palatina, Parma; facsímil exhibido en Beth Hatefutsoth, Tel Aviv).

Aleluya (←halleluia(latín)←ἀλληλούϊα(griego)← הַלְּלוּיָהּ(hebreo) ‘¡Alabad a Yahveh!’) es una interjección de júbilo y gratitud muy común en la Biblia , que se adoptó para uso litúrgico en el judaísmo y en el cristianismo.
«Aleluya» es una adaptación de la expresión hebrea hallĕlū-Yăh, que significa «alaben [ustedes] a Yah» o «alabad a Yah». "Yah" es el apócope de Yahveh, el Tanaj (Antiguo Testamento) lo utiliza 50 veces como nombre propio (26 solo y 24 en la expresión «Aleluya»), mientras que en el Nuevo Testamento, «Yah» aparece 4 veces en la expresión «Aleluya» en Apocalipsis 19:1-6.
En la Versión Popular, no reflejan en absoluto la existencia de la expresión «Yah» en el texto original. Otras la reflejan únicamente en la forma «Aleluya». Aún otras (aparte de los casos en que utilizan «Aleluya») generalmente la sustituyen por Jehová o Yahveh, y utilizan «Yah» en contadas ocasiones (Mod, 7 veces; BJ, 1 vez). La Versión Valera (revisión de 1989) sustituye «Yah» por «Jehová», aunque en las notas explica que en el texto original aparece la forma «Yah/Jah», y mantiene la forma «Aleluya». En Bover-Cantera se sustituye 1 vez por «Yahveh» y 2 veces se elimina, y de las restantes, 24 veces aparece como «Yah» y 23 dentro de la expresión «Hallelujah ».
Uno de los términos más característicos y más ricos del vocabulario de la alabanza en hebreo es halelu que tradicionalmente se traduce como «alabad» (laudate). Con frecuencia el objeto de la alabanza se indica explícitamente, pero la indicación no es indispensable, y la alabanza puede apoyarse únicamente en sí misma: tal es el caso particular de la expresión Aleluya.

## Usos litúrgicos
Durante los primeros siglos de existencia de la Iglesia católica solamente se cantaba el aleluya el Domingo de Resurrección. Más tarde comenzó a cantarse durante todo el tiempo pascual.
En la actualidad, la Iglesia oriental incluye el aleluya en sus ritos todos los días del año. En cambio, en el rito occidental que sigue el ordenamiento de San Gregorio I sobre la celebración de la misa se canta el aleluya todos los domingos del año litúrgico, con excepción de los correspondientes a tiempos penitenciales como la Cuaresma (en la cual tampoco se canta el Gloria in excelsis) o en las misas feriales de Adviento. Tampoco se incluye en las misas de difuntos.
Dentro de los textos bíblicos, los Salmos son fundamentalmente una alabanza, por lo que muchos comienzan con esa palabra (106, 111, 112, 113, 135, 146, 147, 148, 149, 150) o terminan así (105, 115, 116, 117). También aparece cuatro veces transliterado al griego.
San Agustín relaciona la liturgia con el tiempo celestial, diciendo que los que en la Tierra digan «Amén» para aceptar a Dios plenamente, en el Cielo dirán «Aleluya» para cantar su gloria y su poder.

## Forma musical
En todas las liturgias cristianas el aleluya tiene forma antifonal, cantándose esta expresión, muy adornada con melismas, entre versículo y versículo del salmo u oración.
De forma más sencilla, muchas piezas terminan simplificándose a la aclamación, un verso y, de nuevo, la aclamación, siguiendo la siguiente estructura:
Aleluya + Verso + Aleluya
Un ejemplo es el Aleluya de Pascua, que se canta en la solemnidad de la Resurrección del Señor:
(A) Alleluia
(B) Pascha nostrum inmolatus est, Christus
(A) Alleluia

### Aleluyade Händel
Es muy célebre el Aleluya (Hallelujah) compuesto por Händel para su oratorio El Mesías. Se trata de una pieza coral que concluye la segunda parte de las tres que posee la obra. La letra proviene de tres pasajes del Libro del Apocalipsis y es la siguiente:
Después oí en el cielo algo como el canto de un inmenso gentío, que decía: ¡Aleluya! ¿Quién salva y quién tiene gloria y poder sino nuestro Dios?. (Apocalipsis 19:1)
Y oí el ruido de una multitud inmensa como el ruido del estruendo de las olas, como el fragor de fuertes truenos. Y decían: Aleluya. Ahora reina el Señor Dios, el Todopoderoso.(Apocalipsis 19:6)
Entonces los veinticuatro ancianos y los cuatro vivientes se postraron adorando a Dios, que está sentado en el trono, diciendo: Amén. ¡Aleluya!. (Apocalipsis 19:4)

### En la música popular
Varios cantantes y grupos de música popular Alicia Keys, Deep Purple, Leonard Cohen, Bon Jovi, Jeff Buckley, Rammstein, Powerwolf, Celldweller "Blackstar", Paramore, Panic! at the Disco, Fall Out Boy Marcos Witt, Rufus Wainwright o AAA, Kim JongHyun, Cassandra Star y su hermana Callahan, Andrea Bocelli y su hija Virginia, entre otros, tienen canciones tituladas Hallelujah. La canción "Sour Grapes" de Puscifer y "The Tower" de Avantasia y "House of Wolves" así como "Thank You For The Venom" de My Chemical Romance, y “Notion” de Tash Sultana, al igual que Pearl Jam en Do the evolution incluyen en su letra «Hallelujah». En el Festival de Eurovisión de 1979 se alzó con el primer premio la canción "Hallelujah", interpretada por Gali Atari y Milk and Honey. Sade Adu en la canción Pearls, usa la expresión Hallelujah.

## Forma historietística
Una aleluya es también una modalidad arcaica de historieta, surgida en la Francia del siglo XVI y de temática religiosa, que tendría su mayor auge en el XVIII. En otros idiomas recibe los nombres de auca (catalán), broadsheets, gogs, mannekensbladen, etc.